# Albalat de l'Arzebispe
Albalat de l'Arzebispe és una població d'Aragó, de la província de Terol, situat a l'esquerra del riu Martín, a la comarca del Baix Martín.

## Toponímia
El terme Albalat deriva de l'àrab al-balat, que vol dir el camí, mentre que del Arzobispo ens indica l'antiga possessió de l'arquebisbe de Saragossa sobre el poble.

## Història

### Edat Antiga i Mitjana
Hi ha gran abundància de restes romanes en el terme municipal. Així, són freqüents les ceràmiques campanianes de l'època republicana. La pròpia vila amaga restes de les seves velles muralles. El jaciment ciutadà queda delimitat per Cabezo Cantalobos, San José, Cerro de les Abelles i el riu Martín. Sembla que van existir diversos columbaris, reutilitzats després, a la part alta del Cabezo Cantalobos, on va havia d'haver-hi una necròpolis.
Encara que el poble d'Albalat té origen àrab, es conserven poques dades de la dominació musulmana. L'estructura del poble —amb pendents i carrers estrets— és la més gran herència d'aquesta època. Es conserven restes d'una muralla de difícil datació i els fonaments del castell.
La reconquesta de la localitat va ser duta a terme per Ramon Berenguer IV, qui el 1149 va donar la vila i el castell d'Albalat al bisbe Bernardo de Saragossa. A partir d'aquest moment i durant més de sis segles, Albalat va estar incorporada a la mitra saragossana.
El 1205, Pere el Catòlic va concedir mercat setmanal. Els dominis d'Albalat van ser ampliant-se en època medieval, arribant a estar formats per Albalat, Andorra, Almochuel, Arcos —avui desaparegut—, Ariño i El Cardadal.
En 1318 la vila va començar a ser coneguda com a Albalat de l'Arquebisbe i va començar a edificar-se el castell gòtic que després es convertiria en residència Arquebisbal i magatzem.
Va deure ser un nucli important a la zona, com ho posa de manifest l'existència d'una jueria.
La aljama de jueus de la vila va ser repoblada l'any 1400 sota la protecció de Garcia Fernández de Heredia, arquebisbe de Saragossa, probablement amb jueus fugits d'altres zones castigades per les pogrom de 1391. Se'ls va permetre erigir sinagoga i triar un lloc per enterrar als seus morts. També se'ls va assignar un ball o merino perquè els governés i protegís. És possible que amb aquesta mesura l'arquebisbe de Saragossa tractés de solucionar l'excessiu endeutament del consell de la vila anys abans.

## Demografia
Pel fogatge de 1495, cens ordenat per Ferran el Catòlic, se sap que Albalat de l'Arzebispe era una important població de 238 «focs» o llars —el que equival a gairebé 1 000 habitants—, no gaire més petita que Terol (392 focs) o Casp (295 focs).
En el cens d'Espanya de 1857, Albalat tenia 4 354 habitants, per tant, en aquell moment, era el tercer nucli més poblat de la província de Terol, després de la capital i d'Alcanyís.
La població del municipi es va mantenir estable en la primera meitat de segle xx —4 220 habitants en 1900 i 4 256 en 1950— per després anar disminuint fins als 2 283 habitants en 2000.
En 2014, la seva població era de 2 025 habitants (INE).
| Gràfica d'evolució de Albalat de l'Arzebispe entre 1900 i 2014 |
|                                                                |

## Monuments d'interès
El municipi d'Albalat de l'Arzebispe està declarat Conjunt històric-artístic, per la resolució d'1 de juliol de 1982, de la Direcció General de Belles Arts, Arxius i Biblioteques.
Es tracta d'una localitat d'origen musulmà, tot i que s'hi han trobat restes visigòtiques. Destaca pels carrers costeruts i un castell gòtic civil molt ben conservat.
També destaca l'església de l'Assumpció, del segle xv, el trull i l'ermita d'Arcos, entre d'altres.
Va pertànyer a l'arxidiòcesi de Saragossa, des que fou li fou donada el 1149. Les cases s'organitzen al voltant del castell-palau i residència de l'arquebisbe.

## Festes
Durant l'última setmana de setembre i per Setmana Santa, ja que el poble forma part de la Ruta del tambor y el bombo).
- 25 de setembre: Festa de la Verge d'Arcos.